# ビジュアルファンブック
ビジュアルファンブックは、アニメ・ゲームなどの公式企画書。「公式ビジュアルブック、公式ファンブック、ゲームブック、アニメブックなど」とも呼ばれる。
一般に作品の解説・裏話、インタビュー記事、イラストギャラリー・表紙・写真、未公開資料など関連情報に大量掲載した公式ブック。

## 関連出版社
- 一迅社
- ぴあ
- ソフトバンククリエイティブ
- エンターブレイン
- アスキーメディアワークス